# National Postal Museum
Het National Postal Museum in Washington D.C. werd opgericht door een gezamenlijke overeenkomst tussen het United States Postal Service en het Smithsonian Institution en werd geopend in 1993. Het museum ligt aan de andere kant van de straat waar het Union Station staat. Het gebouw diende van 1914, toen het gebouwd werd, tot 1986 als belangrijkste postkantoor van Washington D.C. Het werd ontworpen door de firma Graham and Burnham.
Het museum huisvest vele interactieve vertoningen over de geschiedenis van de United States Postal Service en van post uit de hele wereld. Ook is er een grote verzameling van postzegels. Het museum huisvest een cadeauwinkel en een aparte postzegelwinkel, samen met tentoongestelde voorwerpen over de Pony Express, het gebruik van spoorwegen voor de post en een tentoonstelling over direct marketing genaamd "What's in the Mail for You" die een souvenirenvelop produceert met de naam van de bezoeker erop en een bon voor de cadeauwinkel. Omdat het een Smithsonian-museum is, is de toegang vrij.
Het gebouw dient ook als hoofdkantoor van het Bureau of Labor Statistics van het United States Department of Labor.